# Wojna w Canudos
Wojna w Canudos (port. Guerra de Canudos) – konflikt zbrojny pomiędzy wojskami rządu Brazylii a mieszkańcami miasta Canudos, jaki miał miejsce w latach 1896-1897 w stanie Bahia, w Regionie Północno-Wschodnim Brazylii.

## Tło historyczne
W 1889 roku Brazylia przekształciła się z cesarstwa w republikę, co przyniosło jednak polityczną destabilizację, a różne siły polityczne starały się zapewnić sobie wpływy. Ustępujący cesarz Piotr II był popularny wśród mieszkańców stanu Bahia, zatem zmianę ustroju przyjęto tam raczej niechętnie.
Gospodarka Brazylii pod koniec XIX wieku opierała się na latyfundiach z dominującą monokulturą. Robotnicy pracujący w wielkich gospodarstwach ziemskich żyli w nędzy. W 1888 roku zniesiono w Brazylii niewolnictwo, a wyzwoleni niewolnicy zasilili szeregi ubogich robotników, którzy musieli walczyć o przetrwanie.
Sytuacja w regionie północno-wschodnim była dodatkowo trudna przez powtarzające się i długotrwałe susze oraz rządy twardej ręki, jakie na tamtych ziemiach zaprowadzili właściciele ziemscy. Bogaci plantatorzy zatrudniali brutalnych najemników (jagunços), którzy bronili ich posiadłości, zastraszali lub zabijali przeciwników politycznych, a w wyborach gwarantowali zwycięstwo wskazanych przez nich kandydatów. Na drogach grasowali bandyci (cangaceiros), którzy napadali też na plantacje i byli postrachem okolicy.
Taki polityczny i społeczny klimat sprzyjał pojawianiu się różnego rodzaju przywódców duchowych, którzy wędrowali od społeczności do społeczności, obiecując biedakom poprawę losu. Jednym z takich kaznodziejów był Antônio Conselheiro (Doradca), który zyskał już pewną sławę i postanowił wraz z grupą swoich zwolenników osiedlić się w Canudos.

## Postać Antônio Conselheiro
Antônio Vicente Mendes Maciel, bardziej znany jako Antônio Conselheiro, urodził się w Quixeramobim w stanie Ceará 13 marca 1830 roku. Początkowo pracował jako księgowy na fazendzie, jednak po tym, jak opuściła go żona, porzucił dotychczasową pracę i udał się w wędrówkę po miastach i osadach w północno-wschodniej części kraju, gdzie głosił kazania, udzielał porad, a nawet zyskał sławę cudotwórcy. Jego najbardziej fanatyczni zwolennicy uważali, że jest on prorokiem, posłanym przez Boga na ziemię.
Conselheiro i jego uczniowie występowali przeciwko płaceniu podatków i byli ścigani przez policję. Szukając schronienia, grupa osiedliła się na opuszczonej fazendzie Canudos na brzegu rzeki Vaza-Barris.

## Osada Canudos

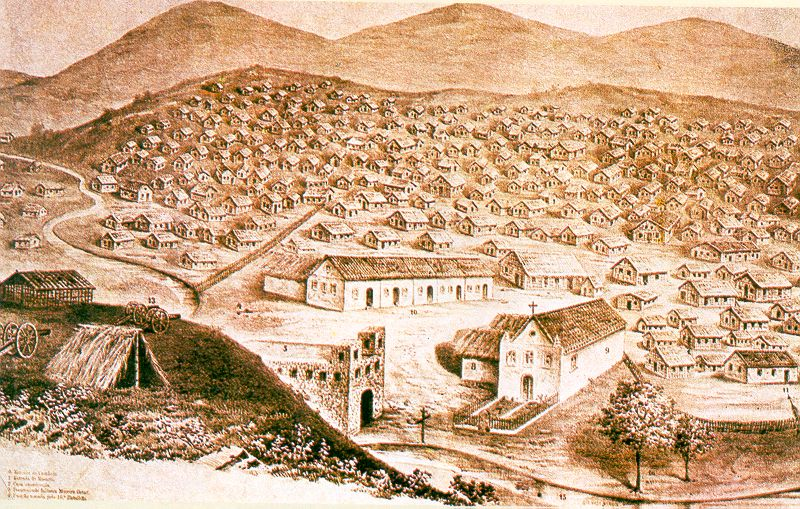
Canudos przed wojną

Canudos, nazywane przez nowych mieszkańców Belo Monte (Piękna Góra), stało się schronieniem dla okolicznych biedaków oraz dla tych, którzy byli prześladowani przez lokalne władze. Nie istniał tu podział na klasy społeczne, a stada bydła i ziemia należały do wszystkich. Ten model był magnesem, który przyciągał do Canudos tysiące ludzi, pragnących się tu osiedlić. W 1896 roku, kiedy zaczęła się wojna, Canudos liczyło ok. 25-30 tys. mieszkańców. O bezpieczeństwo osady dbali nawróceni bandyci, którym Antônio Conselheiro dał nadzieję na to, że zostaną zbawieni.
Dla biedaków Canudos było ziemią obiecaną, jednak miejscowi księża, którzy stracili wiernych oraz plantatorzy, których robotnicy uciekli, uważali Canudos za “twierdzę fanatyków”, która powinna być zrównana z ziemią. Aby dodatkowo podsycić wrogość wobec Canudos, rozpuszczano plotki, że osadę zamieszkują zwolennicy monarchii, którzy planują obalenie nowo powstałej republiki.
Obszarnicy i kler naciskali na gubernatora stanu Bahia, aby zniszczył osadę. Pierwsze potyczki wygrywali zwolennicy Conselheiro, którzy stosowali zasadzki oraz walkę wręcz.

## Przebieg kampanii

### Pierwsza wyprawa
W październiku 1896 roku do miasta Juazeiro dotarła plotka o rzekomym ataku, który jest przygotowywany w Canudos. Powodem, dla którego osadnicy mieli zaatakować Juazeiro była niedostarczona z miasta przesyłka. Plotka okazała się nieprawdziwa, jednak i tak do Canudos wysłano policyjny oddział, złożony z ok. 100 funkcjonariuszy. Wczesnym rankiem oddział został napadnięty przez zwolenników Antônio Conselheiro i zmuszony do wycofania się.

### Druga wyprawa
Styczeń 1897 roku. Oddziałom złożonym z ponad 200 żołnierzy po raz kolejny nie udało się zdobyć Canudos. Wojska Conselheiro były uzbrojone w broń odebraną policjantom z pierwszej wyprawy, mogły zatem skutecznie stawić czoła najeźdźcom i zadać im duże straty. Klęska wojsk wysłanych przez władze stanu sprawiła, że lokalną potyczkę zaczęto postrzegać jako zagrożenie dla całego kraju i dla republiki. Przytaczano wypowiedzi Antônio Conselheiro, które miały rzekomo świadczyć o tym, że porównuje on zmierzch monarchii do końca świata.

### Trzecia wyprawa

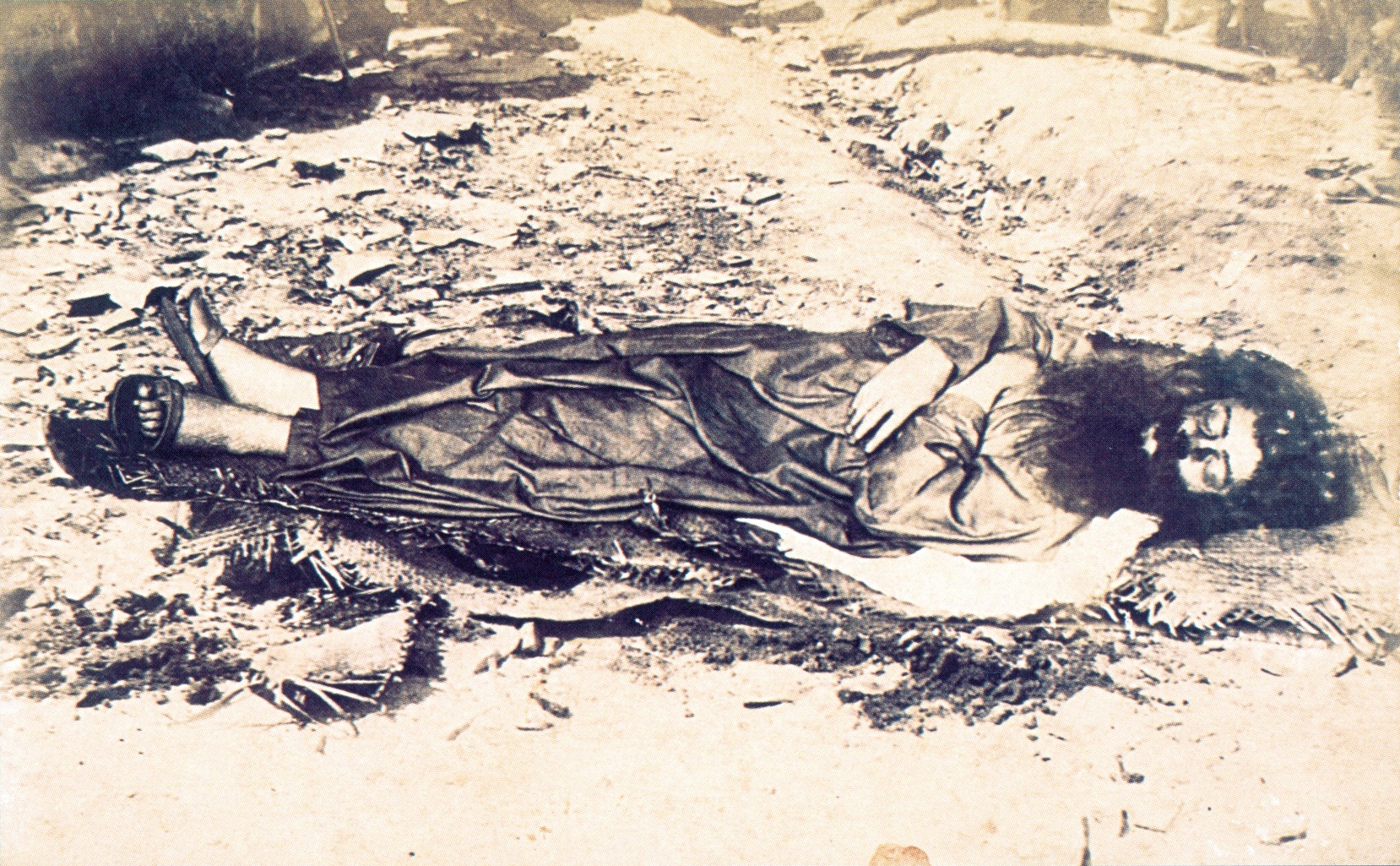
Jedyna istniejąca fotografia Antônio Conselheiro, 1897

Na czele trzeciej wyprawy w marcu 1897 roku stanął pułkownik Moreira César, który miał już doświadczenie w walkach przeciwko regionalnym separatystom. Brał udział w brutalnym stłumieniu rewolty znanej pod nazwą Revolução Federalista (1893 – 1895) na południu kraju. Trzecia kampania przeciwko Canudos liczyła ponad 1300 żołnierzy, jednak jej dowódcy nie wzięli pod uwagę, że do zwolenników kaznodziei przyłączą się również mieszkańcy przybyli z różnych zakątków regionu, wzmacniając tym samym obronę osady. W krwawym starciu zginął pułkownik Moreira César, pułkownik Pedro Nunes Baptista Tamarindo, który go zastąpił, poniósł śmierć tego samego dnia. Z tej wyprawy siły rządowe również wróciły pokonane.
Porażka odbiła się echem w ówczesnej stolicy, Rio de Janeiro. Zamknięto dzienniki sprzyjające monarchii w obawie, że doprowadzą do zamachu stanu i prób przywrócenia cesarstwa. Minister wojny marszałek Carlos Machado Bittencourt zebrał dwie kolumny wojskowe w liczbie ponad 4 tysięcy żołnierzy pod dowództwem generałów João da Silva Barbosy i Claudio Amarala Savageta. Wojsko, wyposażone w najnowocześniejszą wówczas broń, miało wyruszyć z Rio do Canudos.

### Czwarta wyprawa
Czwarta i ostatnia wyprawa przeciwko Canudos rozpoczęła się w czerwcu 1897 roku i początkowo ponosiła porażki w starciu z ludźmi Conselheiro, którzy dysponowali bronią pozostawioną na polu walki przez poprzednie kampanie. Wojska rządowe nie otrzymały wystarczającego wsparcia ze stolicy i w wyniku braku infrastruktury i zaopatrzenia, żołnierze cierpieli głód. Aby zorganizować właściwe zaopatrzenie, sam minister wojny Carlos Machado Bittencourt wyruszył do regionu Monte Santo, sąsiadującego z Canudos.
Siły rządowe zaczęły zyskiwać przewagę dopiero we wrześniu. Szalę zwycięstwa na ich stronę przechyliła śmierć Antônio Conselheiro, prawdopodobnie chorego na dyzenterię. Canudos zostało zdobyte 5 października 1897 roku. Wojsko w zamian za dobrowolne poddanie się, obiecało obrońcom osady wolność, jednak słowa nie dotrzymano i ok. 25 tysięcy mieszkańców Canudos, w tym kobiet i dzieci, zostało straconych. Ciało Antônio Conselheiro zostało ekshumowane, odcięto mu głowę i spalono.

## Wojna w Canudos w kulturze popularnej

### Literatura
Wkrótce po upadku Canudos, opublikowano serię relacji naocznych świadków: żołnierzy, dziennikarzy i lekarzy.
Inne ważnie dzieła to:
- 1902 - Os Sertões, Euclides da Cunha
- 1919 - A Brazilian Mystic: Being the Life and Miracles of Antonio Conselheiro, R.B. Cunningham Graham
- 1952 - Le Mage du Sertão, Lucien Marchal
- 1970 - Sąd w Canudos, Sándor Márai
- 1981 - Wojna końca świata, Mario Vargas Llosa

### Kino
- 1978 - Canudos, film dokumentalny
- 1996 - Die Sieben Sakramente von Canudos, film wyprodukowany przez Petera Przygoddę dla niemieckiej telewizji ZDF we współpracy z reżyserami z Brazylii
- 1997 - Guerra de Canudos, film w reżyserii Sérgio Rezende
- 2004/2005 - Sobreviventes - Os Filhos da Guerra de Canudos, film dokumentalny w reżyserii Paulo Fontenelle

### Karnawał
W 1976 roku szkoła samby Em Cima da Hora za motyw przewodni swojego występu obrała sambę pt. Os Sertões, której inspiracją była książka Euclidesa da Cunha pod tym samym tytułem.